# Stessa spiaggia, stesso mare (песня)
«Stessa spiaggia, stesso mare» (с итал. — «Тот же пляж, то же море») — песня, написанная Пьеро Соффичи и Моголом. Итальянский певец Пьеро Фокачча первым записал эту песню, но Мина выпустила её примерно на месяц раньше. Примечательно, что Мина использовала ту же аранжировку, что и в оригинале, а не адаптировала её под себя, как она обычно делала с кавер-версиями.
Несмотря на бойкот со стороны RAI и отсутствие какой-либо рекламы из-за известных событий, связанных с романом Мины с женатым актёром Коррадо Пани, песня стала хитом. Она дебютировала на тринадцатом месте и достигла четвёртого места на седьмой неделе своего пребывания в итальянском чарте, проведя в нём в общей сложности четырнадцать недель. На стороне «Б» была песня «Ollallà Gigi», написанная Вито Паллавичини и Витторио Буффоли; обе песни были исполнены с оркестром под управлением Тони Де Виты.
Версия Фокаччи также имела успех, выиграв конкурс Un disco per l’estate и положив начало его карьере.
Позже Мина перезаписала песню «Stessa spiaggia, stesso mare» на французском («Tout s’arrange quand on s’aime», слова Андре Сальве и Клода Каррера) и на испанском («La misma playa», слова Мануэля Салина).

## Варианты издания
7"-сингл
A. «Stessa spiaggia, stesso mare» — 2:12
B. «Ollallà Gigi» — 2:14

## Чарты
| Чарт (1963)              | Высшая Позиция |
| ------------------------ | -------------- |
| Италия (Musica e dischi) | 4              |